# Cyperns historia

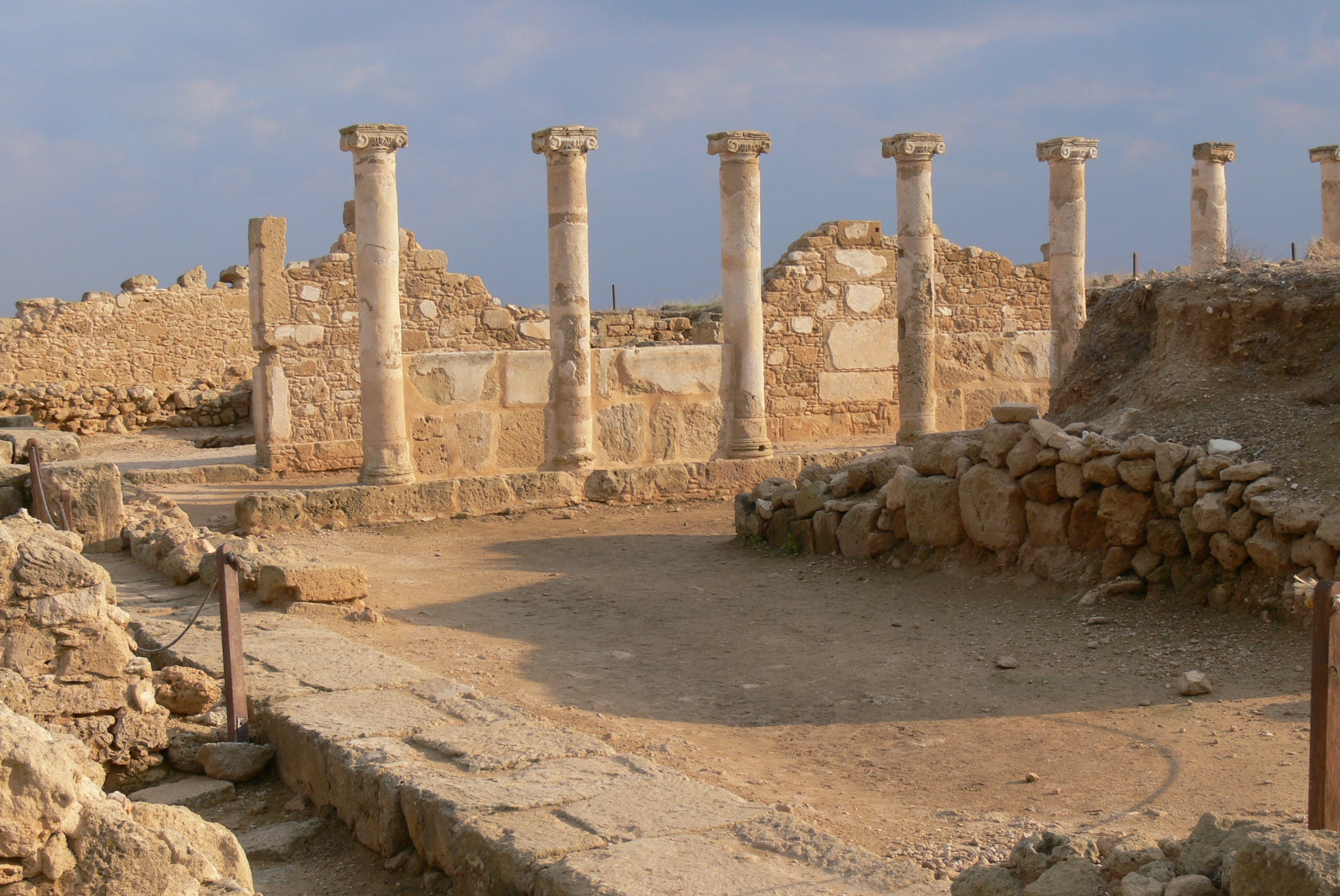
Pafos

Cyperns historia är beskrivningen av öns förflutna. De äldsta bevisen för att människor befunnit sig på Cypern härstammar från drygt 12 000 år sedan då det finns historiska fynd från jakt på dvärgelefanter och dvärgflodhästar. Sedan dröjde det nästan 2000 år innan Cypern fick fast jordbrukande befolkning. Under bronsåldern blev kopparexporten viktig för Cypern. För drygt 3000 år sedan invandrade greker, och det grekiska språket gjorde sitt intåg. Under järnåldern kom ön under feniciskt inflytande och hamnade sedan under assyrisk, egyptiskt och persisk överhöghet för att sedan ansluta sig till den hellenistiska världen. 58 f.Kr. blev ön en romersk provins som vid tiden för romarrikets delning blev en del av det östromerska riket. Araberna intog ön flera gånger under 600-talet och 1191 intog Rikard Lejonhjärta ön som då blev ett feodalt kungarike med starkt franskt inflytande till en början och sedan venetianskt. Det feodala styret gick hårt åt Cyperns bondebefolkning, som minskade. Turkarna intog till slut Cypern som blev en del av det Osmanska riket 1571. Under det osmanska styret förbättras levnadsförhållandena för Cyperns bönder, i alla fall till en början. Samtidigt tvångsförflyttades turkar till ön. Dessa turkar blev anfäder till den turkcypriotiska befolkningen. 1878 fick Storbritannien kontrollen över Cypern efter en överenskommelse med Turkiet, och i och med tog den grekiskcypriotiska kampen för återförening med Grekland, enosis, sin början. Storbritannien kämpade med frågan och efterhand tillkom turkcypriotiska krafter som istället ville dela Cypern mellan Grekland och Turkiet.
1960 blev Cypern självständigt, men redan 1964 kände sig FN nödsakat att skicka dit fredsbevarande styrkor och 1974 störtades den valde presidenten Makarios av den grekiska militärjuntan och Turkiet valde då att invadera den norra delen av ön. Efter det har flera försök gjorts för att ena Cypern. 2004 anordnades en folkomröstning angående återförening på båda sidor på initiativ av FN:s generalsekreterare Kofi Annan. Grekcyprioterna röstade nej och turkcyprioterna ja.

## Förhistoria
Vid utgrävningsplatsen Aetokremnos har arkeologer hittat spår av jakt av Cyperns endemiska dvärgelefanter och dvärgflodhästar som jagades för drygt 12 000 år sedan och sedermera utrotades. Man tror att dessa människor tillhörde en jägarkultur som besökte Cypern ibland för jaktens skull. Samma människor kan mycket väl ha släppt ut griskultingar på ön för att säkerställa framtida jakt.
Den äldsta fasta kända bosättningen på Cypern är Klimonas, dit människor flyttade för runt 10 800 år sedan. Dessa nybyggare hade med sig vete, katter och hundar. Getter, kor och möss dök upp på ön för cirka 10 400 år sedan, bland annat har spår hittats i Mylouthkia, där världens äldsta kända brunnar också finns. Under de kommande århundradena tillkom får, dovhjort och räv. Vid bland annat Khirokitia (Världsarv 1998) har man hittat lämningar av rundhyddor som använts vid odling av vete, samt stenskålar, drygt 8 000 år gamla. För 8 000 år sedan avfolkades Cypern, kanske på grund av ett tillfälligt kallare klimat, för att åter befolkas för ungefär 7 500 år sedan. Den nya befolkningen tog med sig kunskapen att göra keramik. Det första exemplen på denna keramik har hittats i Sotria.
I Erimi och Kissonerga finns fynd från kopparåldern (för 5500–4000 år sedan) med stenskulpturer och stenfiguriner.
Tidig bronsålder som började mot slutet av tredje årtusendet f.Kr. representeras av en gravplats vid Vounous med rödpolerad keramik med scener i relief. Under mitten av bronsåldern påbörjas en urbanisering och kopparindustrin blir att viktigare. Under den sena bronsåldern blir kopparexporten viktigare. Cypern kallas Alasia i kilskriftstexter. Under sen bronsålder byggdes befästningar, man framställde bronsstatyetter och skrev med en ännu inte uttydd stavelseskrift, den cypro-minoiska skriften. Ca 1200 f.Kr. invandrade greker, och därmed gjorde grekiska seder och det grekiska språket intåg.
Under järnåldern kom Cypern under feniciskt inflytande. Ön bestod av kungadömen (Idalion, Kition, Soli m fl) vars kungar underkastade sig kung Sargon II av Assyrien och stod under assyrisk överhöghet 709–669 f.Kr. Efter det blev Cypern fritt för att hamna under egyptisk styre 570–545 f.Kr. och senare persisk styre 545–331 f.Kr. överhöghet. De cypriotiska kungarna anslöt sig till Alexander den store, och Cypern blev en del av den hellenistiska världen. 58 f.Kr. blev ön en romersk provins och från den romerska tiden finns byggnader och mosaiker som grävts ut i Curium, Pafos (världsarv 1980), Salamis och Soli. Efter kejsar Theodosius död 395 e.Kr. blev Cypern en del av det östromerska riket.

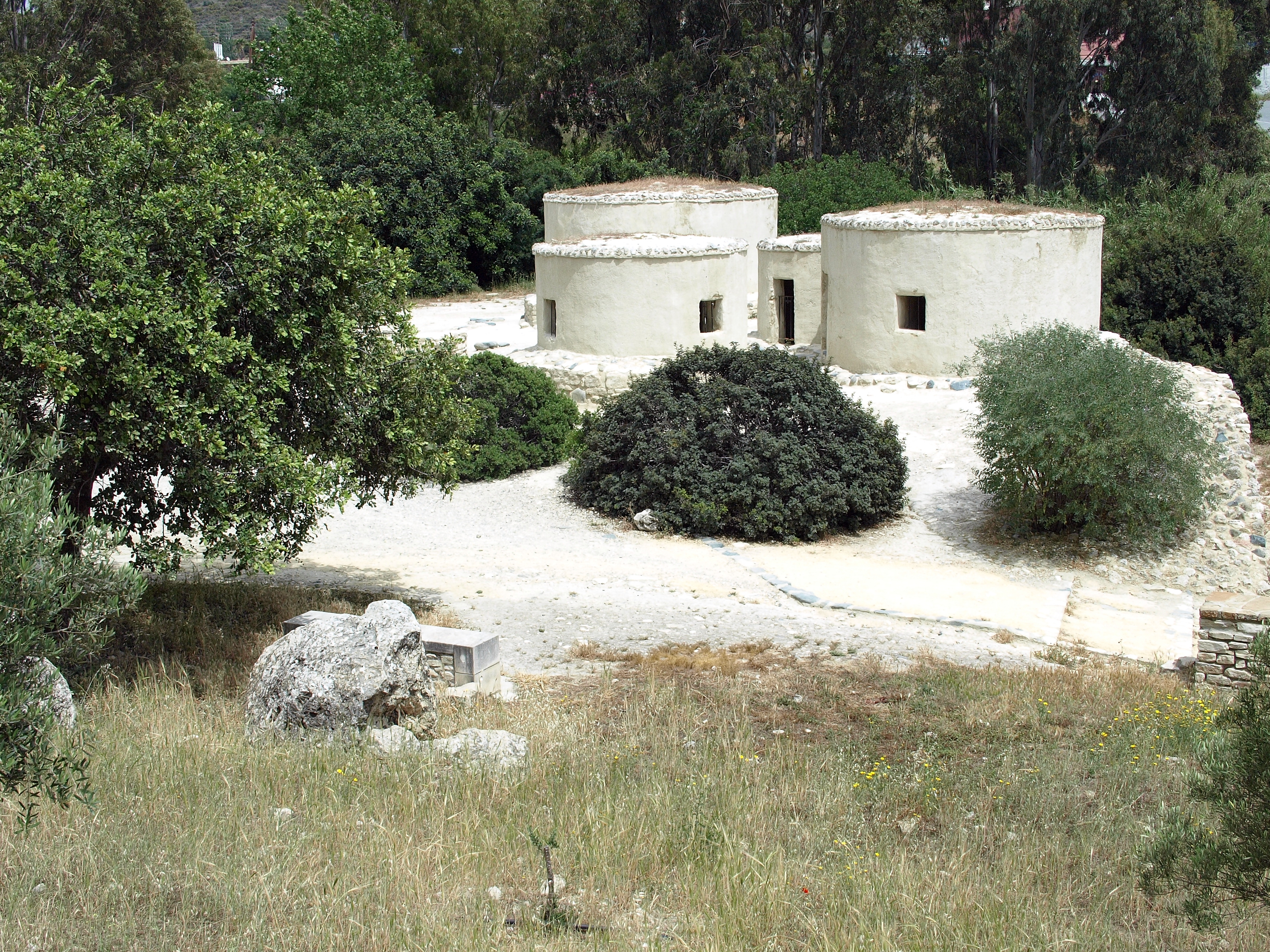
Khirokitia, rekonstruerade rundhyddor
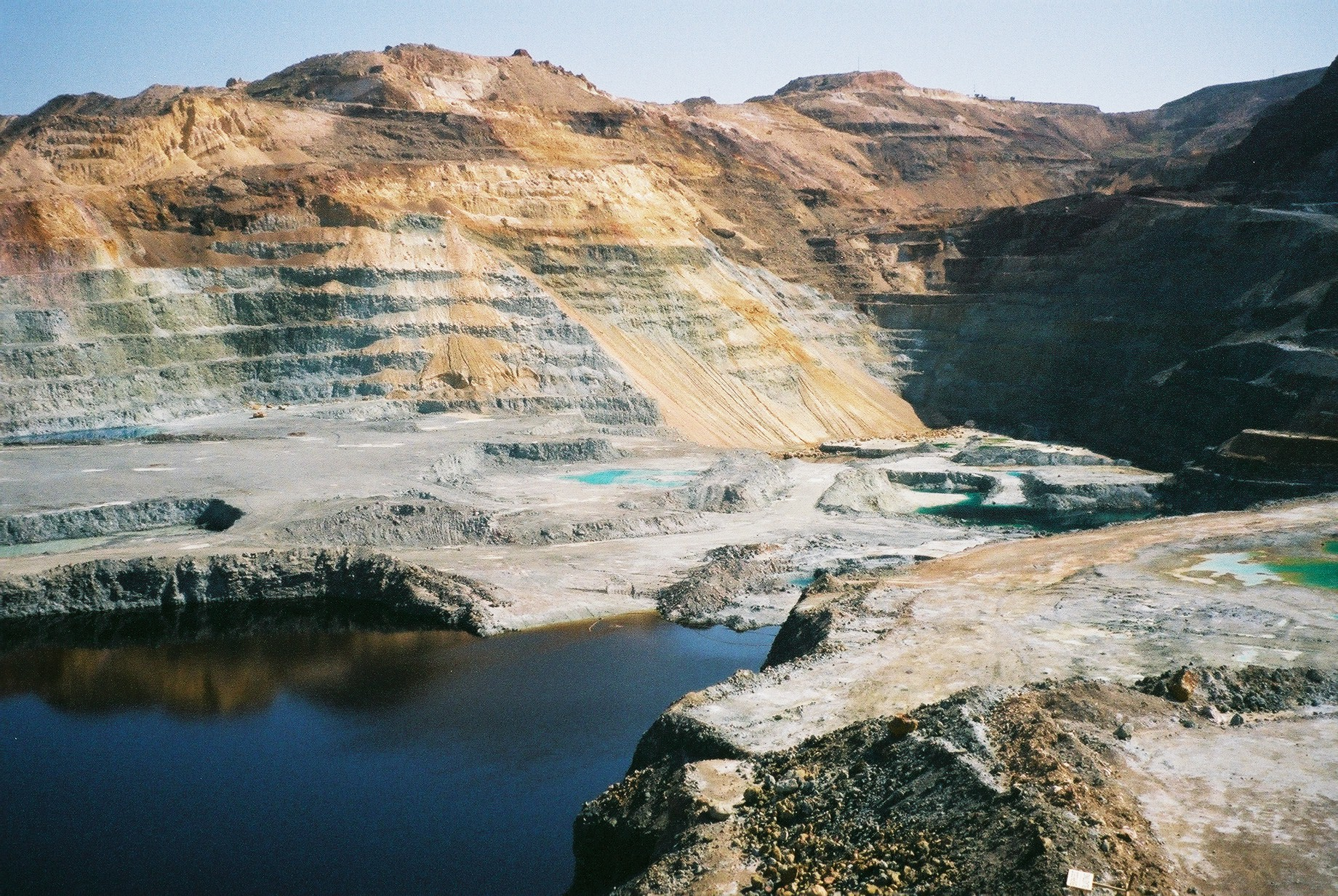
Koppargruva
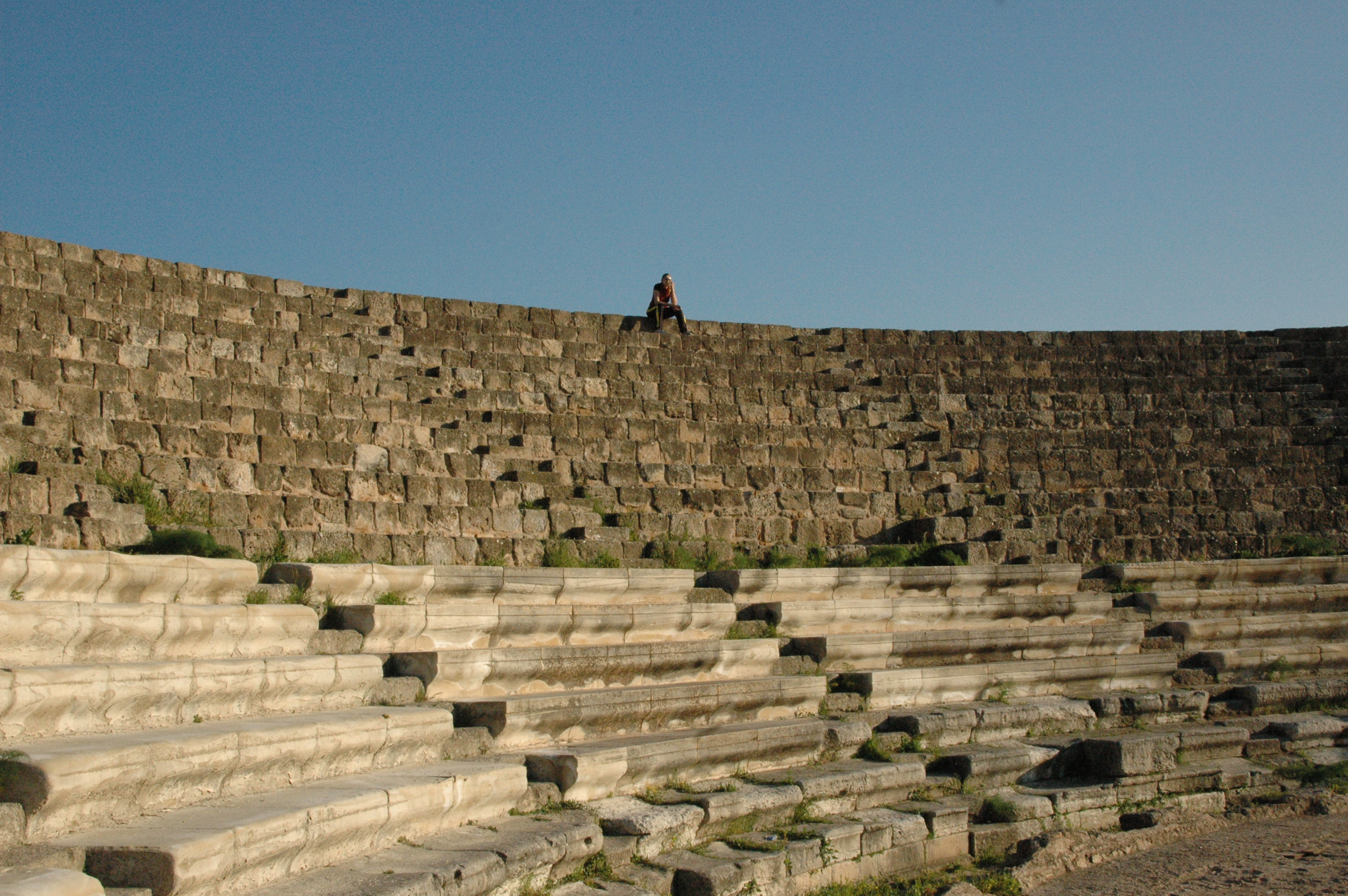
Salamis amfiteater

## Bysantinska riket (395-1191)
Cypern tillföll det bysantinska riket när romarriket delades 395 och 400-talet blev den cypriotiska kyrkan erkänd som självständig kyrka. På 600-talet intog araberna ön flera gånger och under en period på nästan 300 år delade kejsar Justinianus II och kalif Abd al-Malik och efterföljande kejsare och kalifer på både herravälde och skatteinkomster. Samregerandet kom till ett slut när kejsar Nikeforos II Fokas återförenade Cypern med det bysantinska riket 965. Cypern blev viktig för både pilgrimer och korsriddare på väg till Jerusalem. Mot slutet av 1100-talet gjorde guvernören på Cypern uppror och utropades sig själv till kejsare. Under tumultet som uppstod passade Rikard Lejonhjärta 1191 på att avsätta upprorsmakaren inta ön själv tillsammans med franska korsriddare. Cypern såldes till Guy av Lusignan, den avsatte kungen av Jerusalem.

## Kungadömet och Venedigs styre (1192-1571)
I och med att Cypern såldes till Guy av Lusignan blev Cypern 1192 ett kungadömet Cypern och Guy av Lusignan blev dess härskare. Ön fick en härskande, fransktalande klass och riket och ön organiserades efter feodala principer. Under högmedeltiden kom köpmän från Venedig och Genua och bosatte sig på ön och sedan tidigare var befolkningen i huvudsak grekcypriotisk med inslag av maroniter och armenier. Under kungadömet försökte man undertrycka den cypriotiska kyrkan och orientera ön mer mot Europa, när det blev den sista utposten mot kalifatet efter det att korstågen upphörde. 1400-talet blev oroligt med tronföljdsstrider, konflikter med Venedig och Genua samt egyptiska räder. Den siste kungen, Jakob II, tog en venetiansk adelsdam, Caterina Cornaro till drottning, och när han dog blev hon Cyperns sista monark. 1489 kom Cypern under venetianskt styre under det att ön var starkt hotat av turkarna. Mycket resurser användes till krigsförberedelsen vilket gjorde att handel och export minskade. 1571 erövrade Selim II Cypern och ön blev en del av det turkiska väldet.

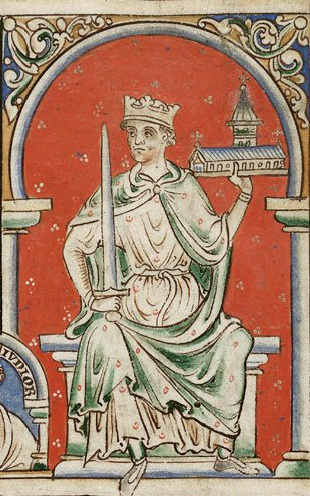
Rikard Lejonhjärta
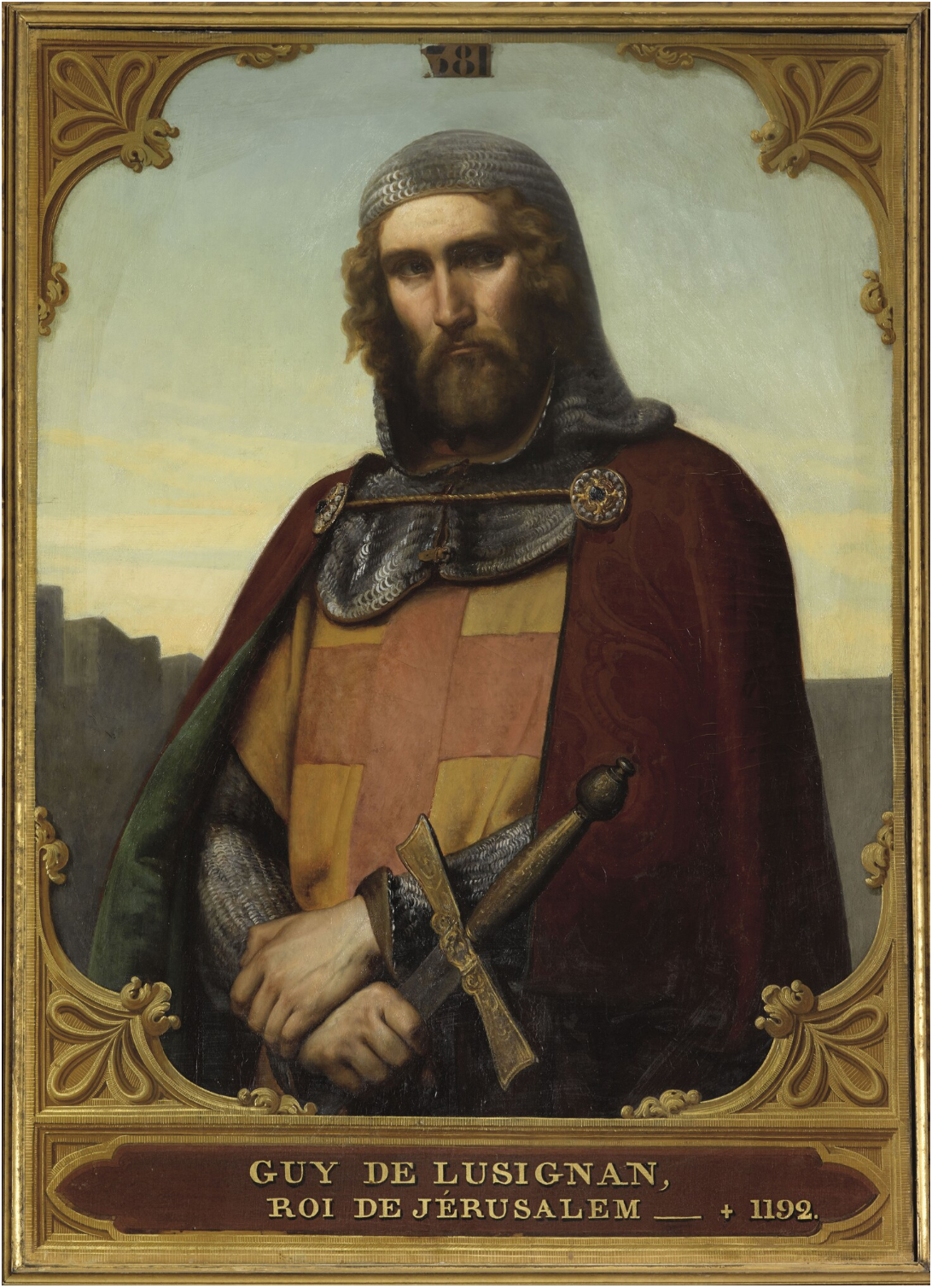
Guy av Lusignan
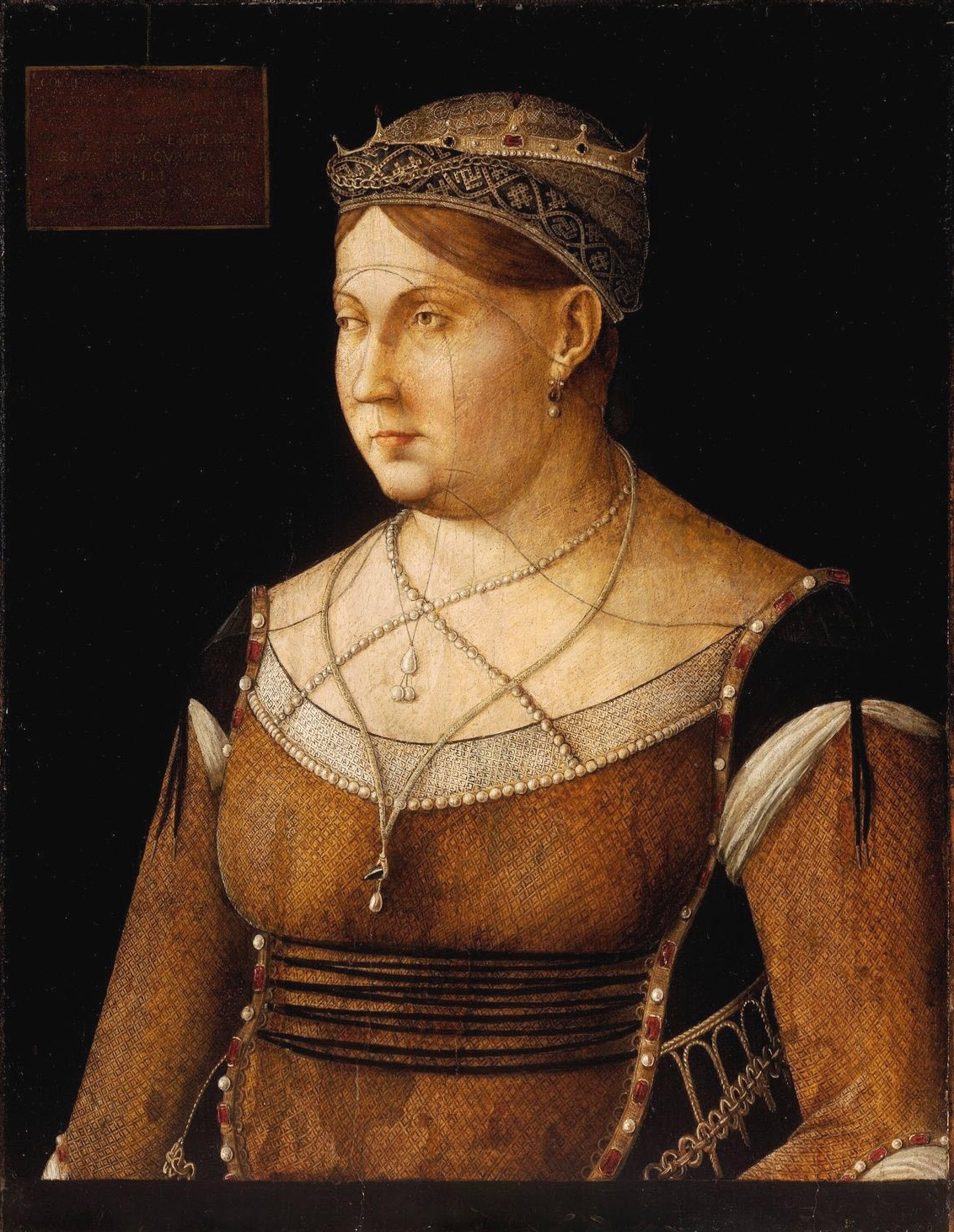
Caterina Cornaro

## Osmanska riket (1571-1878)
Turkarna intog Nicosia 1570 och året efter föll Famagusta efter en lång belägring under Cypernkriget. I och med det turkiska övertagandet återupprättades den cypriotiska kyrkan och feodalsystemet tillsammans med livegenskapen avskaffades. Bönderna fick äga sitt land. Cyperns befolkning hade minskat under det venetianska styret och turkarna åtgärdade det genom att tvångsförflytta kolonister till ön. Cypern styrdes av en guvernör. Den grekiska folkgruppen företräddes av ärkebiskopen som kunde begära företräde hos sultanen. Först minskade skatterna men efterhand steg den istället kraftigt och oberäkneligt. Ärkebiskopen blev på 1700-talet ansvarig för skatteindrivningen. Under 17- och 1800-talen gjordes flera upprorsförsök. 1821 avrättades ärkebiskopen, misstänkt för att sympatisera med det grekiska upproret på fastlandet. Cypern var en förlustaffär för turkarna. 1856 gjordes försök med självstyre i lokala råd.

## Brittiska väldet (1878–1959)
Mot att Storbritannien använde Cypern som bas och därmed skyddade turkarna från det ryska hotet fick man ta över kontrollen av Cypern 1878 även om ön formellt fortfarande stod under turkisk överhöghet. Därför motsatte sig Storbritannien de krav på förening med Grekland, enosis, som kom från den grekiska delen av befolkningen. Efter Suezkanalens öppnande 1869 hade ön fått en ökad strategisk betydelse för kontakterna med Indien. Rörelsen för återförening med Grekland ökade efterhand och i och med första världskriget blev Storbritannien och Turkiet motståndare. Britterna erbjöd Grekland Cypern mot att man skulle sluta vara neutral i första världskriget, men Grekland sa nej.
1923 erkändes Storbritanniens överhöghet av Turkiet genom Lausannefördraget, och kunde därför 1925 bli brittisk kronkoloni. Enosisrörelsen, som hade en nedgång efter det att Grekland förlorat ett krig mot Turkiet 1920-23, tog åter fart med omfattande demonstrationer och upplopp samt ett nedbränt guvernörspalats 1931. Politiska ledare utvisades, strejker och protester fortsatte. Med undantag av några få flygattacker så berördes inte Cypern av det andra världskriget.
1946 tvingades britterna låta de politiska ledarna komma tillbaka och frige upprorsmakare. 1946 publicerade guvernören förslag för en högre grad av självstyrelse på Cypern. Dessa avfärdades med slagordet "enosis och bara enosis". Ärkebiskop Makarios III drev enosisfrågan från slutet av 1940-talet. 1950 genomförde kyrkan den folkomröstning som visade att 96 % av de röstande var för en återförening med Grekland. 1955 bildades en befrielserörelse av överste Georgios Grivas, som förde gerillakrig mot britterna. 1956 förvisades Makarios till Seychellerna men 1957 kunde han resa till Aten och skapa sig ett högkvarter där. 1958 var striderna igång igen, nu riktad mot de turkcypriotiska krafter, ledda av Fazıl Küçük, som istället för enosis ville ha en delning av Cypern mellan Turkiet och Grekland. Turkiet svarade med att utvisa greker. FN medlade utan framgång. Makarios blev till slut tvungen att godkänna de avtal som Storbritannien, Grekland och Turkiet slutit 1959 och 1960 som gick ut på att Storbritannien skulle avstå Cypern, och att Cypern skulle bli en självständig republik och avstå kravet på återförening med Grekland samt att Storbritannien skulle få behålla sina militärbaser i Akrotiri och Dhekélia. I december 1959 valdes Makarios till president och Küçük till vicepresident.

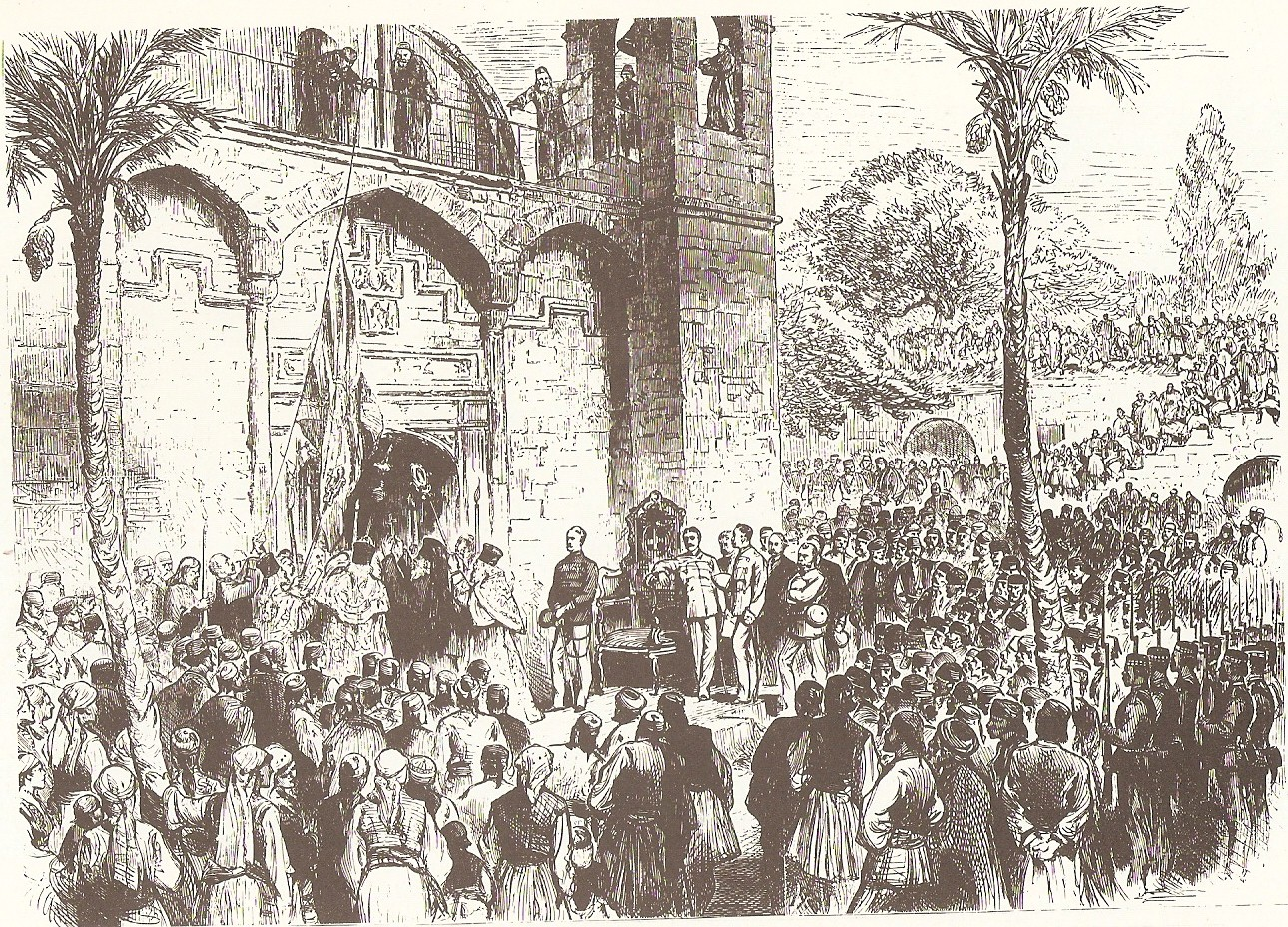
Brittisk flagga hissas 1878 i Nicosia.
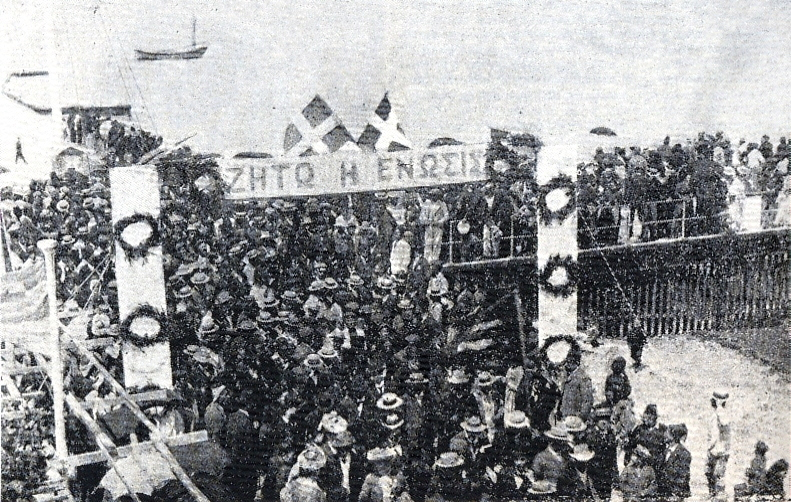
Demonstration för enosis.

## Självständighetstiden

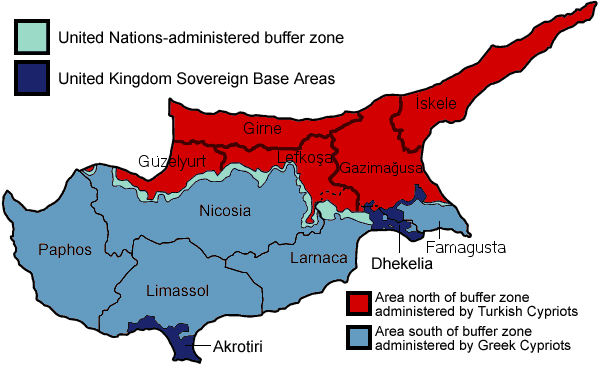
Turcypriotiska norra Cypern och grekcypriotiska södra Cypern

Den 16 augusti 1960 blev Cypern en självständig stat med ärkebiskopen Makarios, med grekcypriotisk förankring, som första president och turkcyprioten Küçük som vicepresident. Parlamentet skulle enligt det ingångna avtalet mellan Storbritannien, Grekland och Turkiet tillsättas genom allmänna val med 70% grekcyprioter och 30% turkcyprioter. Dessutom skulle Grekland stationera 950 soldater och Turkiet 650 på Cypern. Küçük lade in sitt veto mot en etniskt integrerad försvarsmakt, varvid Makarios föreslog ändringar i konstitutionen. Under tiden förberedde politiska aktivister på båda sidor konfrontation och strider utbröt 1963. FN och NATO försökte medla, utan framgång, och FN satte in en fredsbevarande styrka 1964. Turkcyprioterna som tidigare bott utspridda över hela ön samlades i enklaver. Nicosia delades upp längs den så kallade gröna linjen, som patrullerades av britterna. Greklands militärjunta, som kom till makten 1967, ville störta Makarios för att uppnå enosis. Grekcyprioterna demonstrerade då till stöd för Makarios. Makarios återvaldes med en överväldigande majoritet 1968 och vann återigen 1973 men var trots det fortsatt under grekisk press. Han utsattes för mordförsök både 1970 och 1973. När Makarios 1974 bad den grekiska regeringen att kalla hem grekiska officerare från ön så genomförde dessa istället en kupp mot honom 15 juli och tvingade honom att fly utomlands. I det läget invaderade Turkiet norra Cypern 20 juli medan FN-trupperna på ön stod maktlösa. Cypernkrisen var ett faktum. Cirka 180 000 grekcyprioter flydde till den södra delen av ön och 50 000 turkcyprioter flydde till norra Cypern. 23 juli föll Greklands militärjunta.

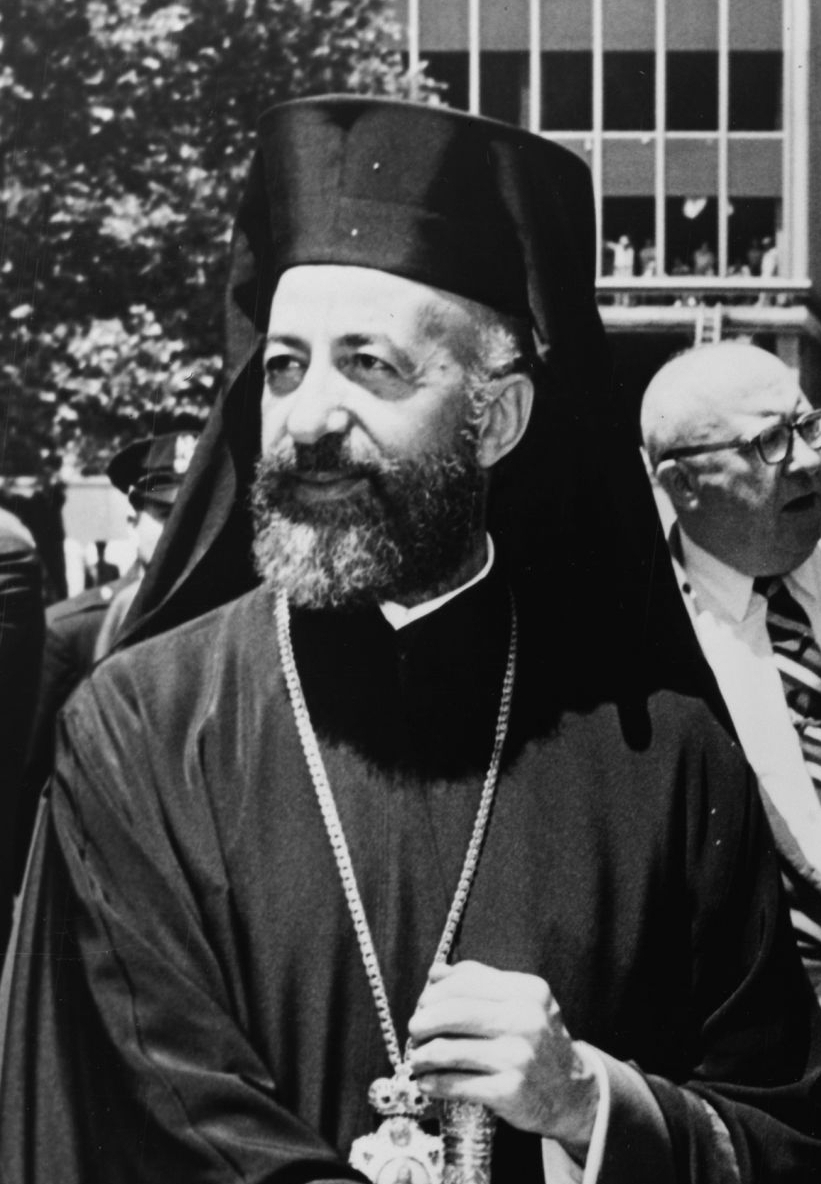
President Makarios
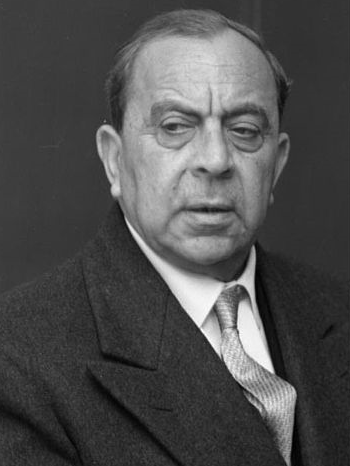
Vicepresident Fazıl Küçük

Flera misslyckade försök gjordes för att hitta ett sätt att ena Cypern fram till 1983 då förhandlingarna avbröts och turkcyprioterna utropade den Turkiska republiken Nordcypern som endast erkändes av Turkiet. FN stoppade då internationell handel med Nordcypern, något som ledde till dålig ekonomisk utveckling och ett beroendeförhållande till Turkiet. 1990 ansökte republiken Cypern medlemskap i EG (sedermera EU) och ansökan förnyades 2004, men då handlade ansökan om hela Cypern, även om det i praktiken endast kunde omfatta den grekcypriotiska delen av ön. 2004 anordnades folkomröstning angående återförening på båda sidor på initiativ av FN:s generalsekreterare Kofi Annan. Grekcyprioterna röstade nej och turkcyprioterna ja. Förhandlingar om att lösa Cypernfrågan har fortsatt, men det har alltid funnits alltför starka krafter som motsätter sig de förslag som lagts fram.
Republiken Cypern (den grekcypriotiska delen) klarade sig relativt bra tack vare turism och stöd från EU. Den ekonomiska krisen 2008 slog hårt mot ekonomin med låg tillväxt, hög statsskuld och stora budgetunderskott som följd. 2012 begärde den cypriotiska regeringen hjälp från euroländernas räddningsfond. Nordcyperns ekonomi har drabbats även den under senare år och beroendet av stöd från Turkiet har ökat.